# Euchlaenidia horae
Euchlaenidia horae là một loài bướm đêm thuộc phân họ Arctiinae, họ Erebidae.